# Râul Oreștica
Râul Oreștica este un curs de apă, afluent al râului Nera. 